# Koptyjski katolicki patriarcha Aleksandrii
Koptyjski katolicki patriarcha Aleksandrii – honorowy tytuł głowy Kościoła katolickiego obrządku koptyjskiego. W 1741 utworzono wikariat apostolski dla koptyjskich unitów w Aleksandrii. W 1895 podniesiono go do rangi patriarchatu. Patriarcha jest jednocześnie biskupem Aleksandrii i arcybiskupem metropolitą prowincji kościelnej (patriarchat Aleksandrii) obejmującej eparchie: patriarszą (Aleksandria), asjucką (Asjut), Gizy (Giza), ismailijską (Ismailia), luksorską (Luksor), Al-Minja (Al-Minja), Sauhadżu (Sauhadż). 

## Wikariusze apostolscy
- Justus Marsghi (1741-1748)
- Jakub Římař OFM (1748-1751) (Jakub de Kremsier)
- Paweł d'Angnone (1751-1757)
- Józef de Sassello (1757-1761)
- Roch Abou Kodsi Sabak de Ghirgha (1761-1778); (1781); (1783-1785)
- Gerwazy d'Ormeal (1778-1781)
- Jan Farargi (1781-1783)
- Bishai Nosser (1785-1787)
- Michelangelo Pacelli de Tricario (1787-1788)
- Mateusz Righet (1788-1822)
- Maksym Jouwed 1822-1831
- Abu Karim (1832-1855)
- Atanazy Cyriacus Khouzam (1855-1864)
- Agapiusz Bishai (1866-1876)
- Antoni di Marco (1876-1887)
- Antoni Nabad (1887-1889)
- Szymon Barraia (1889-1892)
- Antoni Kabes (1892-1895)

## Patriarchowie
- Cyryl Macarius (1895-1908)
- Maksym Sedfaoui (locum tenens) (1908-1927)
- Marek II Khouzam (1927-1958)
- Stefan I Sidarouss (1958-1986)
- Stefan II Gattas (1986-2006)
- Antoni Naguib (2006-2013)
- Ibrahim Isaac Sidrak (od 2013)